# Серра-Каяда
Серра-Каяда (порт. Serra Caiada)  —  муниципалитет в Бразилии, входит в штат Риу-Гранди-ду-Норти. Составная часть мезорегиона Сельскохозяйственный район штата Риу-Гранди-ду-Норти. Входит в экономико-статистический  микрорегион Агрести-Потигуар. Население составляет 7752 человека на 2006 год. Занимает площадь 167,348 км². Плотность населения — 46,3 чел./км².

## Статистика
- Валовой внутренний продукт на 2003 год составляет 15 192 875,00 реалов (данные: Бразильский институт географии и статистики).
- Валовой внутренний продукт на душу населения на 2003 год составляет 2050,60 реалов (данные: Бразильский институт географии и статистики).
- Индекс развития человеческого потенциала на 2000 год составляет 0,605 (данные: Программа развития ООН).